# Bibliothèque sentimentale d'Alberto Manguel
Dans ses chroniques de lecture Journal d'un lecteur (2004), Alberto Manguel fait l'inventaire de sa « bibliothèque sentimentale » composée de livres qu'il aimerait posséder « pour des raisons purement anecdotiques » :
- L'exemplaire d'Alice Liddell d'Alice au pays des merveilles ;
- Le Boileau que lisait André Gide en descendant le fleuve Congo ;
- Le Cicéron de saint Augustin ;
- L'exemplaire de Feuilles d'herbe offert par Walt Whitman à Peter Doyle, son amant ;
- L'Homère de Chapman ayant appartenu à John Keats ;
- L'exemplaire annoté de Wallace Stevens des poèmes de John Keats ;
- L'Aristote d'Averroès ;
- L'exemplaire de La Métamorphose offert par Franz Kafka à son père ;
- L'exemplaire d'Une saison en enfer qu'Arthur Rimbaud offrit à son professeur, Georges Izambard ;
- L'exemplaire d'Une saison en enfer appartenant à Mishima ;
- Le Dante d'Anna Akhmatova annoté de sa main ;
- L'exemplaire de La Tempête appartenant à John Gielgud ;
- L'Amadis que possédait Cervantes ;
- Le recueil des poèmes de Heine dont Jorge Luis Borges s'est servi pour apprendre l'allemand ;
- L'exemplaire de Freud des Hommes préfèrent les blondes.

## Source
- Alberto Manguel, Journal d'un lecteur, Actes Sud, 2004